# Stereoskop

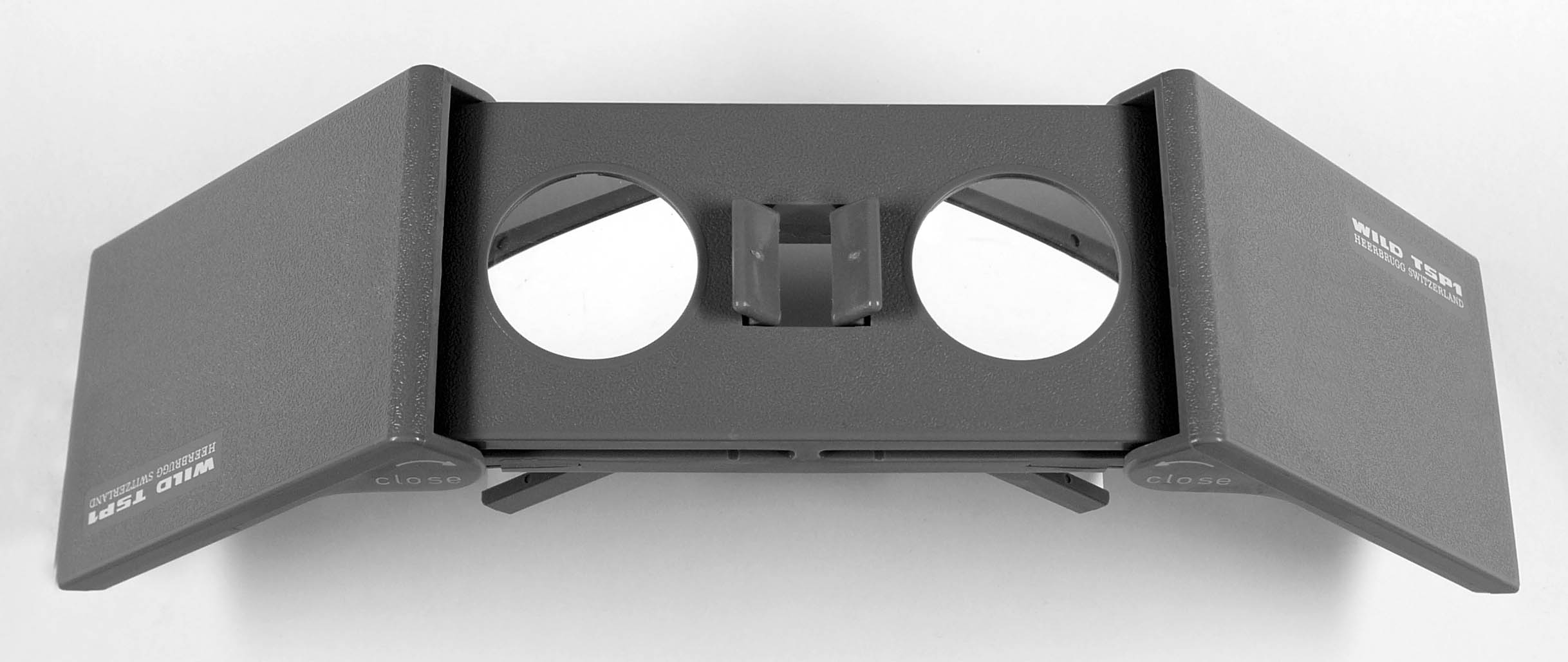
Współczesny stereoskop (z 1985 roku)

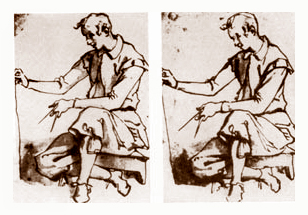
Rysunek Jacopo Chimenti da Empoli ok. 1600

Stereoskop – przyrząd optyczny, służący do obserwowania fotografii stereoskopowych. Fotografia stereoskopowa składa się z dwóch zdjęć tego samego obiektu, ale wykonanych z różnych punktów widzenia (zob. stereoskopia). Patrzący przez stereoskop widz ma wrażenie przestrzenności i trójwymiarowości oglądanej sceny.

## Historia
Zachowała się para rysunków tuszem Jacopo Chimenti da Empoli (1551-1640) z końca XVI wieku, ukazująca tę samą postać widzianą z dwóch punktów, jak gdyby lewym i prawym okiem malarza. Te rysunki powstały zapewne na zamówienie włoskiego fizyka Giambattisty della Porta (1538-1615), który w książce z roku 1593 pisał o tworzeniu iluzji widzenia przestrzennego. Dzieło to uległo zapomnieniu, i dopiero w roku 1838 fizyk angielski sir Charles Wheatstone zbudował aparat do oglądania obrazów przestrzennych i nazwał go stereoskopem.
Dwa ustawione pod kątem prostym zwierciadła (A i B) odbijały ustawione naprzeciw siebie rysunki brył geometrycznych (C i D) tworząc pozorny obraz przestrzenny. Szkła okularowe (E i F) ułatwiały akomodację wzroku do niewielkiej odległości od rysunków. Wheatstone zamówił u jednego z pierwszych fotografów, Williama H. Fox Talbota kilka par zdjęć (talbotypii) i tak narodziła się fotografia stereoskopowa. Skomplikowany, nieporęczny stereoskop zwierciadlany Wheatstone’a pozostał jednak tylko ciekawostką bez praktycznego zastosowania.

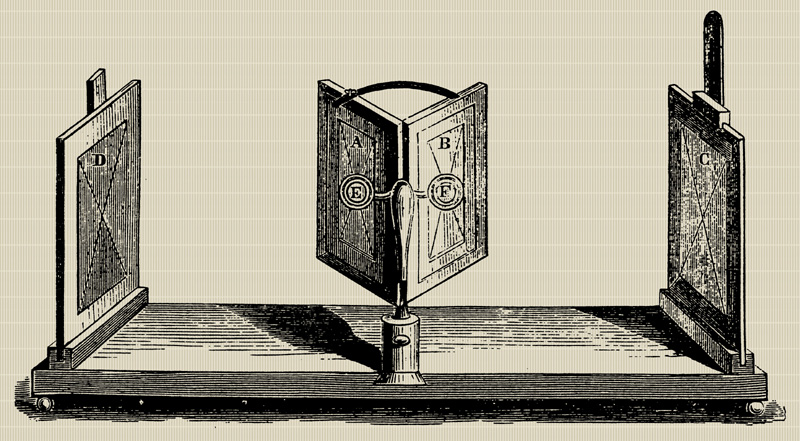
Stereoskop Wheatstone’a ok. 1840

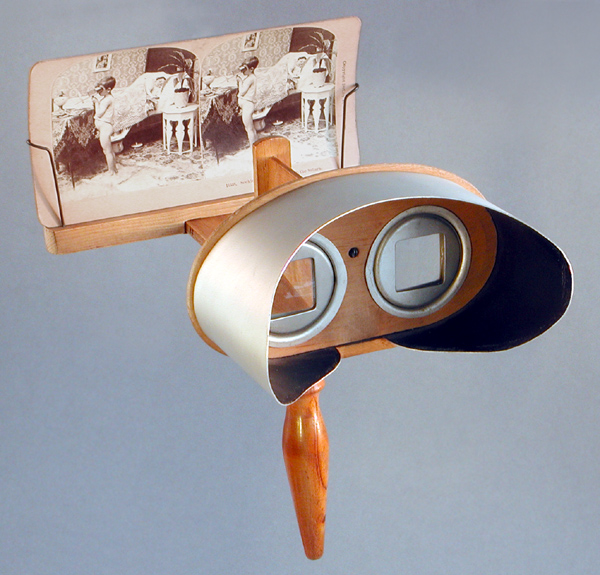
Stereoskop Holmesa ok. 1900

Nic więc dziwnego, że już w dziesięć lat później brytyjski uczony David Brewster ulepszając pomysł Wheatstone’a zastąpił parę zwierciadeł soczewkami klinowymi, powstałymi z rozcięcia soczewki skupiającej na pół. Oglądane pary obrazów umieszczone były obok siebie. Para zdjęć, wykonana aparatem o dwóch obiektywach rozstawionych na odległość podobną do rozstawu oczu ludzkich, oglądana przez dwa klinowe szkła powiększające, zadziwiała naturalistycznym odwzorowaniem przestrzeni, co w pewnym stopniu rekompensowało brak barw naturalnych. Dzięki klinowym, pryzmatycznym soczewkom można było oglądać stereogramy o rozstawie obrazów większym od rozstawu oczu. Brewster napisał w roku 1856: Nie namalowano dotąd portretu ani nie wyrzeźbiono posągu, który choć w najmniejszym stopniu zdołał się tak zbliżyć do ożywionej rzeczywistości. Fotografie stereoskopowe zademonstrowane po raz pierwszy publicznie w roku 1851 na londyńskiej Wystawie Światowej wzbudziły nawet zachwyt królowej Wiktorii. Do roku 1856 sprzedano na świecie pół miliona stereoskopów.
Stereoskopy Brewstera w obudowach skrzynkowych były drogie, ciężkie i niewygodne w użyciu. Amerykanin Oliver Wendell Holmes Sr. (1809-1894) skonstruował w roku 1861 – wykorzystując zasadę stereoskopu Brewstera – prosty, lekki i tani stereoskop ręczny, nadający się do oglądania stereogramów na podłożu nieprzezroczystym – papierowym, naklejanych na tekturkach o wymiarach 89 × 179 mm (3,5 × 7 cali). Holmes – lekarz, poeta i powieściopisarz – nie opatentował swojej konstrukcji, która wkrótce została uznana za powszechny standard i przetrwała bez zmian przez ponad pół wieku, nie przynosząc jednak wynalazcy żadnych korzyści materialnych.
W roku 1871 wynaleziono suche klisze szklane z emulsją żelatynową, uniezależniające fotografów od bliskości ciemni fotograficznej. Ich czułość umożliwiła dokonywanie migawkowych zdjęć obiektów ruchomych. Od tej chwili rozpoczął się gwałtowny rozwój fotografii, również stereoskopowej. W latach siedemdziesiątych i osiemdziesiątych XIX wieku zaczęły powstawać w USA i innych krajach fabryczki, produkujące masowo odbitki zdjęć stereoskopowych według standardu Holmesa. Fotografowie wyposażeni w aparaty stereoskopowe wyruszali do najdalszych zakątków świata, uwieczniali widoki miast, malownicze krajobrazy, słynne osobistości, wydarzenia historyczne, katastrofy, dziwy natury. Sporą część produkcji tych wytwórni stanowiły też naiwnie upozowane scenki rodzajowe, rozgrywające się w przeładowanych bibelotami wnętrzach, a także frywolne obrazki przedstawiające pulchne, krągłe damy w kuszącym koronkowym negliżu. Stereoskopy typu Holmesa stały się nieodzownym elementem wyposażenia mieszczańskich salonów.
Oto jak w Księdze Wynalazków, Rzemiosł i Przemysłów (Lipsk-Berlin 1877) zachwycano się stereoskopią:
Widzimy, jak pola wznoszą się i rozpływają w oddali, daleko wśród przestworzy szczyty wysokich gór przyciągają nasze spojrzenia, pogrążamy się w niedostępnych głębiach wąwozów. Przed nami pojawia się strome urwisko. Czujemy, że stoimy na nadwieszonej nad przepaścią skale, nad nami zwieszają się rzucające cień gałęzie sosny, unosząc się tuż nad naszymi głowami. Jeszcze większe zdumienie budzą widoki wnętrz budowli, strzelistych katedr, długich pałacowych amfilad lub obszernych sal pełnych najrozmaitszych przedmiotów. Widzimy przestrzennie rowkowania na trzonach kolumn, płaskorzeźby odcinają się od tła boazerii, a szczególne błyski światła, rozsiewane wokół, podkreślają wypukłości przedmiotów, pozwalając poznać właściwości materiałów. Muzeum rzeźby przyciąga nasze spojrzenia z każdej odległości. Figury stoją w przestrzeni, wychylają się ku nam, wyzwolone z płaszczyzny papierowego obrazu; z wszystkich stron otacza je prawdziwe, dostrzegalne powietrze, w którym unoszą się pyłki migoczące w promieniach słonecznych. Oto widzimy starożytny posąg marmurowy, a spękania zwietrzałego kamienia kuszą, by dotknąć ich palcami. Tam znowuż stoi figura z brązu, której gładka powierzchnia, połysk i barwa zachęcają, by się jej dokładnie przyjrzeć. Z taką samą doskonałością, z którą ukazywane są tu nieożywione przedmioty, można również uwiecznić w obrazach stereoskopowych postacie ludzkie, portrety itp. Czułość materiałów światłoczułych wzrosła tak dalece, że możemy w jednym mgnieniu oka zatrzymać ruch na gwarnym targowisku, ptaka w locie, falujące morze, by móc zobaczyć to w stereoskopie.

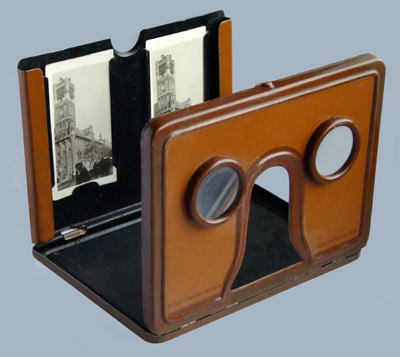
Stereoskop-zabawka, lata trzydzieste XX w.

W czasach, gdy na wyprawy do dalekich krajów stać było tylko najzamożniejszych, każdy mógł siedząc wygodnie w fotelu odbywać „wirtualne” podróże po egzotycznych krainach. Jeszcze w latach I wojny światowej wielkim zainteresowaniem cieszyły się zdjęcia ukazujące realistycznie wydarzenia wojenne. Po wojnie nadszedł zmierzch stereoskopii. Tysiące zdjęć stereoskopowych, często o ogromnej wartości dokumentalnej, znalazły się w zapomnieniu. W latach dwudziestych XX wieku wyobraźnią społeczeństw zawładnęło kino, radio i tygodniki ilustrowane. Stereoskopy z wytwornych, luksusowych sprzętów zeszły do roli zabawek. Dopiero pod koniec XX w. zaczęto na nowo interesować się stereoskopią.